# Timor Est ai Giochi olimpici
Timor Est ha partecipato per la prima volta ai Giochi olimpici nel 2004, prendendo parte a quelli estivi di Atene, ma una delegazione est-timorese era già stata presente a Sydney 2000 sotto la bandiera olimpica e con il nome di Atleti Olimpici Individuali; ha infine fatto il suo esordio in quelli invernali a Soči nel 2014.
Gli atleti est-timoresi non hanno mai vinto medaglie olimpiche.
Il Comitato Olimpico Nazionale di Timor Est venne creato e riconosciuto dal CIO nel 2003.

## Medaglieri

### Medaglie alle Olimpiadi estive
| Giochi              | Oro | Argento | Bronzo | Totale |
| ------------------- | --- | ------- | ------ | ------ |
| Atene 2004          | 0   | 0       | 0      | 0      |
| Pechino 2008        | 0   | 0       | 0      | 0      |
| Londra 2012         | 0   | 0       | 0      | 0      |
| Rio de Janeiro 2016 | 0   | 0       | 0      | 0      |
| Tokyo 2020          | 0   | 0       | 0      | 0      |
| Parigi 2024         | 0   | 0       | 0      | 0      |
| Totale              | 0   | 0       | 0      | 0      |

### Medaglie alle Olimpiadi invernali
| Giochi           | Oro | Argento | Bronzo | Totale |
| ---------------- | --- | ------- | ------ | ------ |
| Soči 2014        | 0   | 0       | 0      | 0      |
| Pyeongchang 2018 | 0   | 0       | 0      | 0      |
| Pechino 2022     | 0   | 0       | 0      | 0      |
| Totale           | 0   | 0       | 0      | 0      |